# Campeonato Mundial de Atletismo em Pista Coberta de 2014 - Salto em altura feminino
A prova do Salto em altura feminino do Campeonato Mundial de Atletismo em Pista Coberta de 2014 foi disputada entre 7 e 8 de março na Ergo Arena em Sopot, na Polônia.

## Recordes
Antes desta competição, os recordes mundiais e do campeonato nesta prova eram os seguintes:
|    | Nome               | Nacionalidade | Altura  | Local                        | Data                   |
| -- | ------------------ | ------------- | ------- | ---------------------------- | ---------------------- |
| WR | Kajsa Bergqvist    | Suécia        | 2m 08cm | Arnstadt, Alemanha           | 4 de fevereiro de 2006 |
| CR | Stefka Kostadinova | Bulgária      | 2m 05cm | Indianápolis, Estados Unidos | 8 de março de 1987     |

## Medalhistas
| Ouro                 | Prata                 | Bronze            |
| Mariya Kuchina (RUS) | Kamila Lićwinko (POL) | Ruth Beitia (ESP) |

## Cronograma
| Data       | Hora  | Evento        |
| ---------- | ----- | ------------- |
| 7 de março | 10:00 | Eliminatórias |
| 8 de março | 19:15 | Final         |

## Resultados

### Eliminatórias
Qualificação: 1,95 m  (Q) ou os 8 melhores qualificados (q).  .
| Colocação | Atleta                     | Nacionalidade  | 1,79 | 1,84 | 1,88 | 1,92 | 1,95 | Resultado | Notas |
| --------- | -------------------------- | -------------- | ---- | ---- | ---- | ---- | ---- | --------- | ----- |
| 1.        | Ruth Beitia                | Espanha        | –    | o    | o    | o    | o    | 1,95      | Q     |
| 2.        | Marija Kuczina             | Rússia         | o    | o    | o    | xo   | o    | 1,95      | Q     |
| 3.        | Marie-Laurence Jungfleisch | Alemanha       | xo   | o    | o    | xo   | o    | 1,95      | Q     |
| 4.        | Levern Spencer             | Santa Lúcia    | –    | o    | o    | o    | xo   | 1,95      | Q, NR |
| 4.        | Kamila Lićwinko            | Polónia        | o    | o    | o    | o    | xo   | 1,95      | Q     |
| 6.        | Justyna Kasprzycka         | Polónia        | o    | o    | o    | xo   | xo   | 1,95      | Q, PB |
| 7.        | Emma Green-Tregaro         | Suécia         | –    | –    | o    | o    | xxo  | 1,95      | Q     |
| 8.        | Blanka Vlašić              | Croácia        | –    | o    | –    | o    | xxx  | 1,92      | q     |
| 8.        | Nafissatou Thiam           | Bélgica        | o    | o    | o    | o    | xxx  | 1,92      | q     |
| 10.       | Iryna Heraszczenko         | Ucrânia        | o    | o    | o    | xo   | xxx  | 1,92      |       |
| 10.       | Airinė Palšytė             | Lituânia       | –    | o    | o    | xo   | xxx  | 1,92      |       |
| 12.       | Inika McPherson            | Estados Unidos | –    | –    | xo   | xo   | xxx  | 1,92      |       |
| 13.       | Irina Gordiejewa           | Rússia         | o    | o    | o    | xxo  | xxx  | 1,92      |       |
| 14.       | Svetlana Radzivil          | Uzbequistão    | o    | o    | o    | xxx  |      | 1,88      |       |
| 15.       | Anna Iljuštšenko           | Estónia        | o    | o    | xxo  | xxx  |      | 1,88      |       |
| 16.       | Ana Šimić                  | Croácia        | xo   | o    | xxo  | xxx  |      | 1,88      |       |
| 17.       | Nadejda Dusanova           | Uzbequistão    | o    | o    | xxx  |      |      | 1,84      |       |

### Final
A final ocorreu dia 8 de março.

| Colocaçaõ         | Atleta                     | Nacionalidade | 1,85 | 1,90 | 1,94 | 1,97 | 2,00 | 2,02 | Resultado | Notas |
| ----------------- | -------------------------- | ------------- | ---- | ---- | ---- | ---- | ---- | ---- | --------- | ----- |
| Medalha de ouro   | Marija Kuczina             | Rússia        | o    | o    | o    | xo   | o    | xxx  | 2,00      |       |
| Medalha de prata  | Kamila Lićwinko            | Polónia       | o    | o    | o    | xo   | o    | xxx  | 2,00      | NR    |
| Medalha de bronze | Ruth Beitia                | Espanha       | o    | o    | o    | o    | xo   | xxx  | 2,00      | SB    |
| 4.                | Justyna Kasprzycka         | Polónia       | o    | o    | o    | o    | xxx  |      | 1,97      | PB    |
| 5.                | Emma Green-Tregaro         | Suécia        | o    | o    | o    | xxx  |      |      | 1,94      |       |
| 6.                | Blanka Vlašić              | Croácia       | o    | xo   | o    | xxx  |      |      | 1,94      |       |
| 7.                | Levern Spencer             | Santa Lúcia   | o    | xxo  | xo   | xxx  |      |      | 1,94      |       |
| 8.                | Nafissatou Thiam           | Bélgica       | o    | o    | xxx  |      |      |      | 1,90      |       |
| 8.                | Marie-Laurence Jungfleisch | Alemanha      | o    | o    | xxx  |      |      |      | 1,90      |       |

Legenda
| Recorde mundial       | Recorde mundial (World record)               |                       | Recorde africano                      | Recorde africano (African) |                                           | Q | Classificado por posição (Qualified) |
| Recorde do campeonato | Recorde do campeonato (Championship record)  | Recorde da América    | Recorde da América (Americas)         | q                          | Classificado por melhor tempo (Qualified) |   |                                      |
| Melhor marca do ano   | Melhor marca do ano (World leading)          | Recorde asiático      | Recorde asiático (Asian)              | DNS                        | Não largou (Did not start)                |   |                                      |
| Recorde nacional      | Recorde nacional (National record)           | Recorde europeu       | Recorde europeu (European)            | DNF                        | Não terminou (Did not finish)             |   |                                      |
| Recorde pessoal       | Recorde pessoal do atleta (Personal best)    | Recorde da Oceania    | Recorde da Oceania (Oceania)          | DSQ / DQ                   | Desclassificado (Disqualified)            |   |                                      |
| Recorde da temporada  | Recorde da temporada do atleta (Season best) | Recorde sul-americano | Recorde sul-americano (South America) | NM                         | Sem marca (No mark)                       |   |                                      |